# 岡部周治
岡部 周治（おかべ しゅうじ、1891年（明治24年）4月17日 - 1967年（昭和42年）11月30日）は日本の政治家。衆議院議員（1期、日本社会党）。

## 経歴
1891年（明治24年）4月、群馬県の地主に生まれる。1909年（明治42年）群馬県立太田中学校（現群馬県立太田高等学校）、1911年（明治44年）東京府青山師範学校第二部、1915年（大正4年）に法政大学専門部法律科を卒業する。強戸村長、群馬県会議員を経て、1952年（昭和27年）、第25回衆議院議員総選挙に群馬2区から右派社会党で出馬し、当選する。衆議院議員を1期務め、1953年（昭和28年）の第26回衆議院議員総選挙には出馬しなかった。
また、群馬県販売農業協同組合連合会長、強戸村農会長、強戸村農業協同組合長、新田郡農会長、群馬県遺族会評議員、東毛乾繭販売利用組合理事、群馬県農業会理事、同副会長、県農地委員会委員、同蚕糸業会理事、県地方森林会議員などを歴任する。
1967年（昭和42年）11月30日死去、76歳。死没日をもって勲五等双光旭日章追贈、従五位に叙される。